# Léon Frapié
Léon Frapié (27. januar 1863 i Paris – 29. september 1949 i Paris) var en fransk forfatter, der i 1904 fik Goncourtprisen for romanen La Maternelle.